# Giuseppe Ruggi

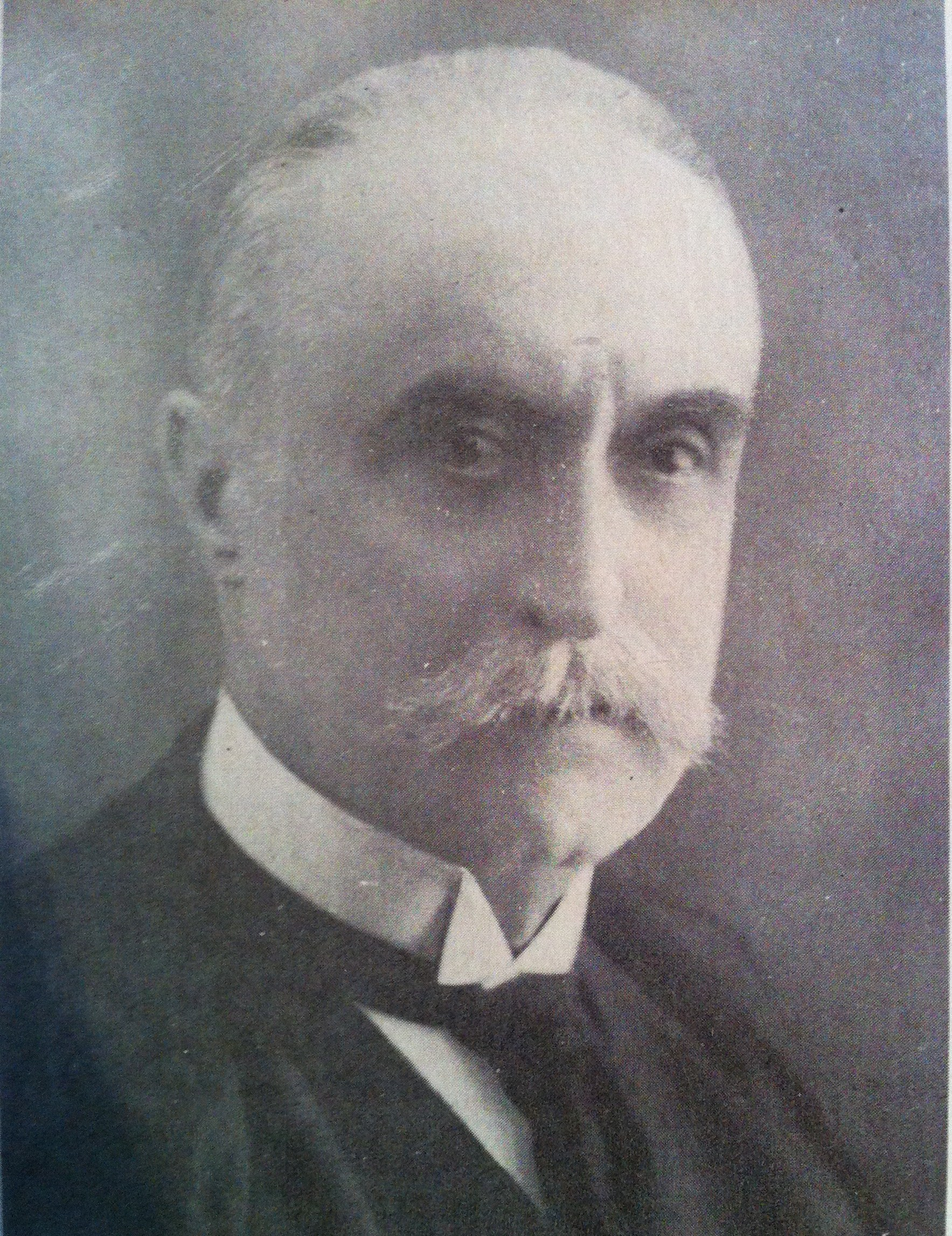
Giuseppe Ruggi (1844-1925)

Giuseppe Ruggi (Bologna, 11 giugno 1844 – Bologna, 14 marzo 1925) è stato un chirurgo italiano, fautore del progresso nelle tecniche chirurgiche e, soprattutto, innovatore nelle pratiche igieniche e antisettiche nelle sale operatorie.

## Biografia
Primo di cinque figli, Giuseppe Ruggi nacque a Bologna l'11 giugno 1844, da madre fiorentina e padre bolognese. Il padre era un artista, pittore, scenografo ed incisore di particolare bravura; questo lavoro, però, non gli permise di accumulare ingenti ricchezze o di condurre una vita agiata; infatti il suo patrimonio consisteva di soli due fondi improduttivi, con una cascina, sulle colline di Bologna. Essendo il padre artista, Giuseppe Ruggi frequentò la scuola di disegno delle Belle Arti, avendo come maestro Antonio Muzzi, pittore di notevole rinomanza in quel tempo. Questa passione del disegno tramandatagli dal padre, gli diede la possibilità di ritrarre al meglio l'anatomia umana. Su consiglio del padre, studiò per entrare nella scuola di Medicina dell'Università di Bologna. Ben presto conobbe Marianna Lodi (1850-1923), figlia dell'Architetto Fortunato Lodi, dalla quale fu subito attratto e che diventò presto sua moglie. Ella fu nominata presidente dell'Associazione Nazionale delle donne italiane e, sebbene cagionevole di salute, fu dama di carità per i feriti durante la Prima Guerra Mondiale.
È sepolto nella cella di famiglia, nel Chiostro IX della Certosa di Bologna.

## Studi universitari e periodo storico
Ruggi iniziò e concluse i suoi studi universitari nel periodo che va dal 1862 al 1868. L'Italia era appena uscita dalla seconda guerra di indipendenza con l'armistizio di Villafranca e per questo in Italia il clima era molto teso, ricco di scontri civili e di manifestazioni. Riuscì comunque a proseguire i suoi studi fino a quando, nel 1866, fu chiamato alle armi e fu trasferito all'Ospedale militare di Bologna. Come studente di medicina, in qualità di tirocinante, gli fu assegnata una sezione medica con il Dottor Bennetti. Ruggi iniziò ad assistere i malati di guerra nei turni notturni, presentando le anamnesi raccolte al Primario, il giorno seguente. La sua dedizione nel lavoro fu notata subito dai colleghi e dai superiori, i quali gli permisero di frequentare il reparto di Clinica Medica, vista la carenza di personale medico dovuto alla guerra d'indipendenza. Dopo la cessazione delle ostilità, Ruggi si poté dedicare completamente ai suoi studi, coltivando la grande passione per l'anatomia e, successivamente, per la chirurgia. Imparò le tecniche mediche più disparate da grandi maestri quali Carlo Massarenti, di cui apprezzò l'eleganza e la sicurezza nelle tecniche chirurgiche ostetrico-ginecologiche; Giovanni Brugnoli, insegnante di patologia medica generale; Francesco Roncati, medico legale e psichiatra e, successivamente, grande amico di Ruggi, il quale gli suggerì di accettare l'incarico di insegnante di medicina legale nella sua Università; Luigi Concato, da cui imparò le abilità mediche migliori grazie ai suoi insegnamenti di Clinica Medica e Semeiotica.

### Carriera universitaria
Laureatosi tra il 1868-1869, decise di intraprendere la carriera chirurgica, materia di interesse fin dal quarto anno universitario. Egli tenne nella camera anatomica dell'Ospedale del Ricovero molteplici seminari anatomici chirurgici aperti agli studenti di medicina. Questa sua solerte intraprendenza fu da subito notata dal nuovo professore di Clinica Chirurgica dell'università Pietro Loreta che lo assunse come suo assistente, al cui incarico, però, rinunciò per il carattere ambiguo e prepotente del professore, mantenendo il ruolo di pro-assistente dell'Ospedale di Ricovero. Iniziò a fare strada nella chirurgia, eseguendo, nel 1870, la prima resezione al ginocchio e, dopo due anni, il primo intervento di laparotomia eseguiti a Bologna. La sua impeccabilità nell'arte chirurgica e il suo carattere attento e laborioso lo portarono ad assumere il ruolo di Primario supplente degli Ospedali di Bologna. Dopo 5 anni, nel 1875, fu nominato Primario dell'Ospedale di Ricovero e ciò gli permise di espletare in maniera più completa l'attività chirurgica. In quel periodo scrisse varie monografie di carattere anatomo-patologiche e cliniche e una serie di memorie sulle malattie croniche del ginocchio, che, unite al proficuo insegnamento di anatomia chirurgica, lo portarono ad ottenere, nel 1872, la libera docenza in Chirurgia. Nel 1877, anno della morte del padre, fu chiamato a sostituire il maestro Rizzoli, che lasciava la prima sezione chirurgica dell'Ospedale Maggiore e abbandonò, quindi, l'Ospedale del Ricovero.

Busto marmoreo di Ruggi, sito nel Policlinico Sant'Orsola-Malpighi a Bologna

## Pratiche mediche
I primi periodi nel nuovo ospedale furono critici, poiché rimase sconvolto dalle condizioni igieniche in cui versava il reparto: <<al mio ingresso nell'Ospedale Maggiore le febbri di ogni genere erano così frequenti, che ne restai spaventato>>. Come prima iniziativa adottò la "medicazione antisettica Listeriana" con l'uso dello spray di soluzione di acido fenico, la quale, però, non era scevra di effetti dannosi anche verso tutti gli operatori chirurgici (eritemi e, in casi gravi, shock). Nell'iniziare la pratica della medicazione antisettica, obbligò il personale a non utilizzare più le vesti nere, rimpiazzandole con quelle bianche perché di facile lavaggio ad alte temperature per uccidere eventuali batteri presenti. Questa innovazione si diffuse ben presto in tutta Italia. Nell'anno scolastico 1894-1895 fu incaricato all'insegnamento di Clinica Chirurgica dell'Università di Modena; nell'accettare questo incarico non lasciò la direzione della prima sezione dell'Ospedale Maggiore, rimanendo così legato alla sua città natale. Sono stati questi primi anni a Modena quelli a maggiore attività fisica e intellettuale, costretto ad occuparsi dell'istruzione Clinica e dell'attività chirurgica in due ospedali importanti di due diverse città. Nel 1897 in occasione della millesima laparotomia eseguita dal Ruggi, il rettore lesse un telegramma del Ministro dell'Istruzione che lo nominava Professore Ordinario dell'Università di Modena, e, per questo, rinunciò alla direzione della sezione chirurgica dell'Ospedale di Bologna, ove ritornò all'età di 61 anni, come vincitore del concorso per la direzione della cattedra di Clinica Chirurgica. La commissione esaminatrice del concorso redasse, il 10 ottobre 1905, una encomiabile relazione al Ministro dell'Istruzione, in cui venivano sottolineate le doti umane e professionali dello stesso:
Alla fine del maggio 1915 essendo l'Italia entrata in guerra, fu invitato dal Ministro della Guerra ad assumere la carica di Consulente Chirurgo del VI Corpo d'Armata. Contemporaneamente il Presidente del Consiglio Antonio Salandra, lo nominò Presidente del V Comitato Regionale Sanitario Militare di Bologna, il cui incarico, tra le innumerevoli responsabilità, lo obbligava a preparare in pochi giorni un numero elevato di posti letto per curare i feriti di guerra; fu così che la clinica chirurgica di Bologna venne militarizzata. Nello stesso periodo, gli fu affidata anche la direzione di tutti gli ospedali militari compresi in una zona assai estesa: Rimini, Rovigo, Ferrara, Modena. In questo contesto, decise di sfruttare i casi di interventi chirurgici più gravi dovuti al conflitto, per istruire i giovani. Impegnato nell'attività chirurgica militare, Ruggi ebbe l'opportunità di sperimentare per la prima volta una nuova tecnica di medicazione, detta "medicazione rara", a tutti quei soldati con ferite infette:
Ruggi fu un innovatore in campo medico, sperimentò nuove pratiche chirurgiche allora molto rare: fu uno dei primi a praticare la laparotomia a taglio trasverso, la laringostomia e introdusse nuove tecniche chirurgiche per la cura del varicocele e per la nefropessia.

## Vita politica
Ruggi si interessò anche alla vita politica, legata soprattutto alla sua città natale. Già nel 1872 si iscrisse nel partito degli "Azzurri", una coalizione di partiti tra cui la Sinistra Costituzionale, capitanata da Camillo Casarini e con essi fu nominato Consigliere Comunale di Bologna nell'ottobre 1872, dal cui incarico si ritirò però dopo 3 anni per dissensi con i colleghi che a suo dire "da Azzurri diventavano Rossi". Entrò nella "Costituzionale Progressista" con il suo grande amico on. ing. Cesare Lugli che lo candidò Deputato al Parlamento Italiano dopo la morte del Loreta, allora uno dei Deputati di Bologna, avvenuta nel 1889. Nel periodo tra il 1908-1913 ebbe la carica di consigliere provinciale di Bologna, periodo nel quale si concluse la sua vita nella sfera politica.